# Voujeaucourt
Voujeaucourt is een gemeente in het Franse departement Doubs (regio Bourgogne-Franche-Comté). De plaats maakt deel uit van het arrondissement Montbéliard. Voujeaucourt telde op 1 januari 2022 3.152 inwoners.

## Geografie
De oppervlakte van Voujeaucourt bedraagt 9,45 vierkante kilometer; de bevolkingsdichtheid is 333 inwoners per km² (per 1 januari 2019).
De onderstaande kaart toont de ligging van Voujeaucourt met de belangrijkste infrastructuur en aangrenzende gemeenten.

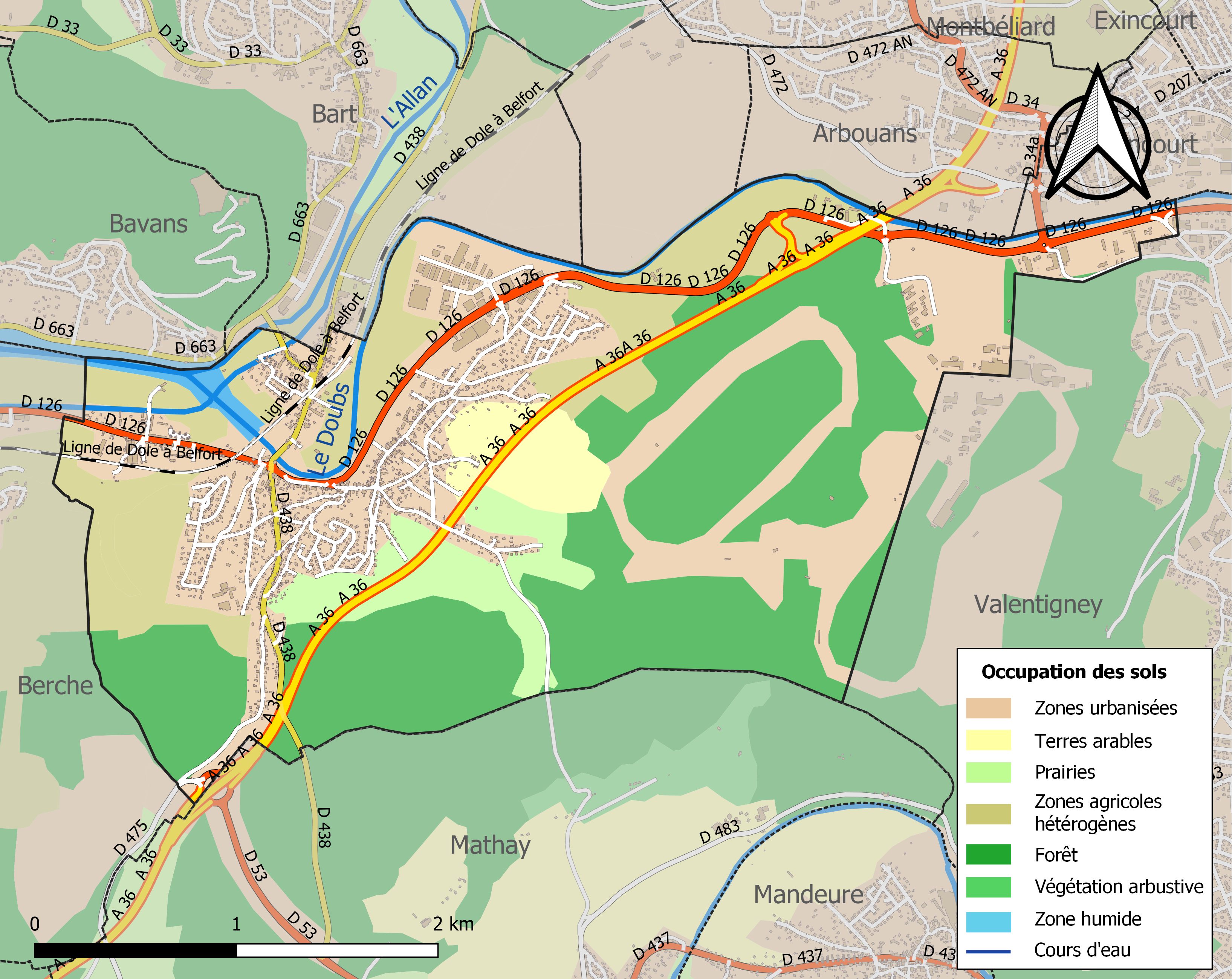

## Verkeer en vervoer
In de gemeente ligt spoorwegstation Voujeaucourt.

## Demografie
Onderstaande figuur toont het verloop van het inwonertal (bron: INSEE-tellingen).